# Flaga Jersey
Flaga wyspy Jersey składa się czerwonego ukośnego krzyża (krzyż świętego Andrzeja) na białym tle, między górnymi ramionami widnieje herb Jersey przedstawiający trzy złote lwy na czerwonej tarczy z koroną.
Obecny wariant flagi został opracowany w 1979, zatwierdzony przez królową Elżbietę II 10 grudnia 1980 i po raz pierwszy użyty publicznie 7 kwietnia 1981. Przedtem używano niemal identycznej flagi lecz bez herbu.
Geneza i data powstania flagi nie jest jasna. Flaga ta w wersji bez herbu była identyczna z flagą Irlandii pod rządami brytyjskimi (tzw. krzyż świętego Patryka). Istnieje hipoteza, że z wyspą Jersey została skojarzona przez pomyłkę – w holenderskich XVIII-wiecznych książkach przedstawiających różne flagi i bandery słowo „irlandzki” po holendersku pisano „Ierse” co ktoś omyłkowo miał wziąć za „Jersey”, i się to już utrwaliło.

## Zobacz też

Flaga Jersey przed 1981